# Делансон (Њујорк)
Делансон (енгл. Delanson) град је у америчкој савезној држави Њујорк.

## Демографија
По попису из 2010. године број становника је 377, што је 8 (-2,1%) становника мање него 2000. године.
| Група             | 2000.       | 2010.       |
| Белци             | 365 (94,8%) | 364 (96,6%) |
| Афроамериканци    | 5 (1,3%)    | 1 (0,3%)    |
| Азијати           | 0 (0,0%)    | 1 (0,3%)    |
| Хиспаноамериканци | 1 (0,3%)    | 5 (1,3%)    |
| Укупно            | 385         | 377         |